# رون إينسورث
رون إينسورث (بالإنجليزية: Ron Ainsworth)‏ هو لاعب دوري الرغبي أسترالي، ولد في 1924، وتوفي في 26 نوفمبر 2000.